# Trade Dollar (moneta amerykańska)
Trade Dollar (dosł. dolar handlowy) – amerykańska srebrna moneta handlowa projektu Williama Barbera bita przez U.S. Mint w latach 1873–1885 w celu wykorzystania krajowych nadwyżek srebra na potrzeby eksportu i handlu. Miała stanowić amerykańską alternatywę dla innych monet handlowych (m.in. monet brytyjskich, meksykańskich i hiszpańskich) używanych na obszarze Azji Wschodniej, głównie w Chinach. Monetę wybijano na podstawie Coinage Act of 1873.
W 1876 roku z powodu rosnącego napływu tej monety na rynek amerykański zawieszono jej status jako legalnego środka płatniczego na terenie Stanów Zjednoczonych. W 1878 roku Departament Skarbu Stanów Zjednoczonych wstrzymał ostatecznie bicie dolara handlowego na potrzeby rynkowe.

## Tło historyczne
Podczas kalifornijskiej gorączki złota (1848–1855) na rynku pojawiły się duże ilości kruszcu, który był wysyłany także poza Stany Zjednoczone, co zakłóciło światowe systemy monetarne. Złoto było zbyt szybko wchłaniane przez rynki. Sytuacja ta wpływała także na srebro, którego wartość zaczęła rosnąć. W Stanach Zjednoczonych w tym czasie zaczęło brakować srebrnej monety na rynku, którą z obiegu zabierali handlarze kruszcem i kolekcjonerzy. Na początku lat 50. XIX wieku srebrna moneta praktycznie zniknęła z obiegu. Rynek musiał zadowalać się monetami miedzianymi oraz banknotami. W 1853 roku Kongres uchwalił ustawę, która nakazywała obniżenie ciężaru wszystkich srebrnych monet poza dolarem i trimem po to, by zachować srebrną monetę w obiegu i zapobiegać jej przetapianiu. Ponadto drobne srebrne monety mogły zostać wydane wyłącznie za złoto, co w praktyce wprowadziło standard złota. W 1859 roku w Comstock Lode w Nevadzie odnaleziono duże pokłady srebra, co sprawiło, że handlarze kruszcem sprowadzali srebro do mennic, gdzie je sprzedawali.
Sytuację kruszcu na rynku zaburzyła także wojna secesyjna (1861–1865), która przyczyniła się do tezauryzacji złota i srebra przez ludność cywilną. Po wojnie wydobycie srebra w Nevadzie zwiększyło się, jednak w większości było wykorzystywane do spłacania pożyczek i zapłaty za dobra kupowane na rzecz wojny. Do 1871 roku eksport srebra był większy niż jego wydobycie. Rząd Stanów Zjednoczonych w tym roku zanotował straty w wysokości 17 milionów dolarów amerykańskich. Sytuację na rynku srebra zaburzyło dodatkowo powstanie Cesarstwa Niemieckiego (1871). Otto von Bismarck wprowadził reformę walutową opartą na standardzie złota. Duże ilości srebra pozostałe na rynku europejskim uniemożliwiły sprzedaż amerykańskiego srebra w tej części świata. Część kruszcu sprzedano do Indii i Chin, ale w ilościach, które nie były satysfakcjonujące dla Amerykanów. Sytuacja była o tyle trudna, że większość amerykańskiego handlu w Azji prowadzono za pomocą hiszpańskiej i meksykańskiej monety handlowej.
Przedstawiciele U.S. Mint na przełomie lat 60. i 70. XIX wieku zaczęli się opowiadać za odejściem od srebrnego dolara i przeciwni byli koncepcji tzw. standardowego dolara (dolar o ustalonym ciężarze 24,88 g i próbie srebra 900), sformułowanej przez Johna Knoxa. Urzędnicy uważali, że skoro od długiego czasu takiej monety nie ma w obiegu, to społeczeństwu nie jest ona potrzebna. Od lipca 1862 roku srebrne monety o wysokim nominale sukcesywnie znikały z obiegu i urzędnicy mennicy obawiali się, że pojawienie się nowej, srebrnej monety o takiej wadze doprowadziłoby do jej ponownego ściągnięcia przez ludzi z obiegu.
W tym samym czasie Stany Zjednoczone prowadziły wymianę handlową z Chinami przy użyciu meksykańskiej srebrnej monety handlowej. Dostarczana do San Francisco, była sprzedawana za złoto. Cena ta była jednak wyższa o 7,5% od notowań srebra na giełdzie w Londynie. Nadzorca filadelfijskiego oddziału U.S. Mint Henry Linderman zauważył, że amerykańskie przedsiębiorstwa tracą na sprzedaży swoich towarów do Chin i Japonii oraz na obsłudze swojej działalności w Azji w meksykańskim dolarze. Tworzyło to jednocześnie rynek zbytu dla meksykańskiego srebra kosztem amerykańskiego. W 1872 roku Linderman w swoim raporcie dla sekretarza skarbu zasugerował bicie własnej, srebrnej monety handlowej o stałej wadze 27,21 g i zawartości 24,49 g srebra próby 900 oraz 2,72 g miedzi. Informacje o wadze i próbie miałyby się pojawić na monecie, co przekładałoby się na jej wiarygodność. Prestiż monety byłby dodatkowo budowany przez wizerunek i wykonanie, których brakowało dolarowi meksykańskiemu.
W lutym 1872 roku pojawiła się propozycja ustawy, która wprowadziłaby dolara handlowego o masie 27,21 g i próbie srebra 900. Trzy miesiące później Izba Reprezentantów zmieniła zapisy w projekcie dotyczące ciężaru, zmieniając go na ciężar 24,88 g (tzw. standardowy dolar). W rezultacie pojawiły się dwie propozycje ciężaru nowej monety. Ostatecznie obie izby Kongresu przyjęły ustawę o wprowadzeniu srebrnej monety o wadze 27,21 g. 12 lutego 1873 roku prezydent Stanów Zjednoczonych podpisał ustawę zwaną Coinage Act of 1873. Datę tę przyjmuje się za ustanowienie monety dolara handlowego.

## Projekt, emisja i obieg monety

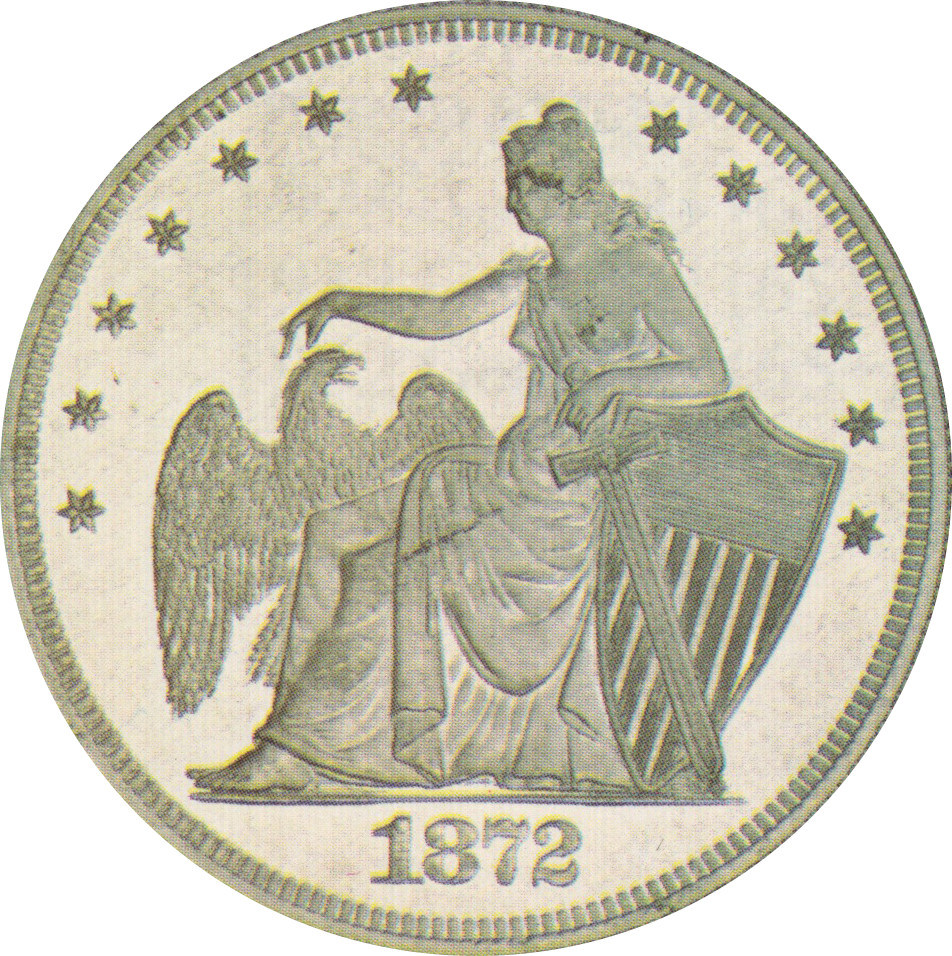
Projekt Amazonian Dollar Williama Barbera

Pierwsze, nieformalne projekty awersu i rewersu monety zaczęły się pojawiać jeszcze w 1872 roku, kiedy nie było wiadomo, czy Kongres w ogóle zgodzi się na nową, srebrną monetę. Jednym z nich był Amazonian Dollar. Propozycję uznano za jedną z najpiękniejszych, jakie wówczas zaprojektowano. Linderman z ówczesnym dyrektorem U.S. Mint Jamesem Pollockiem poprosili o wykonanie kilku projektów filadelfijskie przedsiębiorstwo jubilerskie Bailey, Banks & Biddle. Największe uznanie znalazły jednak prace Williama Barbera, który zaprojektował Amazonian Dollar. Pollock i Linderman poprosili Barbera o dokonanie kilku zmian w wyglądzie awersu, który za bardzo przypominał personifikację Britannii z brytyjskich monet. Amerykanie zdawali sobie sprawę, że zagraniczni przedsiębiorcy i kupcy mogą być niezaznajomieni z amerykańskim systemem monetarnym i wartością monet będących w obiegu. W celu łatwej i szybkiej identyfikacji wartości monety poza granicami Stanów Zjednoczonych postanowiono na jej rewersie zawrzeć informację o ilości srebra w niej zawartego oraz próby kruszcu. Dzięki temu osoby zaangażowane w transakcję mogły łatwo ustalić wartość monety, odnosząc się do aktualnego kursu srebra.

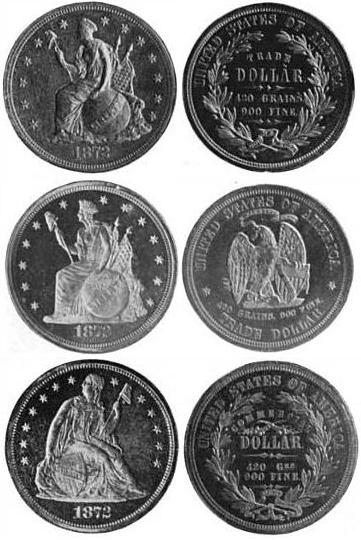
Różne propozycje wizerunku dolara (1872)

W lipcu 1873 roku rozpoczęto wybijanie dolarów handlowych. Początkowo nie była ich znaczna liczba, ponieważ chciano poznać reakcję rynków zagranicznych. Pierwsze probiercze testy przeprowadzili Chińczycy, którzy wydali pozytywną opinię wobec Trade Dollara. Wyrazem zadowolenia z jakości monety było uznanie jej za legalny środek płatniczy. Z tego czasu pochodzą także monety znakowane kontrmarkami, które uważano za symbole pozytywnego przejścia kontroli i dopuszczenia do obiegu. Cztery lata później konsul Stanów Zjednoczonych w brytyjskim wówczas Hongkongu zaprezentował Departamentowi Skarbu opinie dwóch brytyjskich banków zagranicznych w regionie Azji - Oriental Banku i Hong Kong and Shanghai Banking Corporation. Obie instytucje wyraziły pozytywne opinie o monecie, zaznaczając, że była ona używana nie tylko w Fuzhou, Kantonie, Sajgonie i Singapurze, ale także w miejscach, gdzie nie uznano jej jeszcze za legalny środek płatniczy. Zauważono, że mennica w San Francisco miała problemy, aby wybijać monety w liczbie odpowiadającej zapotrzebowaniu na nią. Mimo to uważano ją za główną mennicę dla dolara handlowego, ponieważ znajdowała się na zachodnim wybrzeżu, co eliminowało potrzebę transportu monet przez cały kraj ze wschodu na zachód. Moneta została pozytywnie zaopiniowana i przyjęta na użytek przez brytyjskich wojskowych w Hongkongu.
Ze względu na większą zawartość srebra dolar handlowy był chętniej przyjmowany i używany przez chińskich kupców niż dolar meksykański.
Według amerykańskich raportów z 1876 roku moneta miała jednak problem ze zdobyciem uznania na północy Chin. W tym samym czasie do obiegu własną monetę handlową wprowadziła Japonia. Mimo to Japończycy traktowali amerykańskiego dolara handlowego jako monetę bulionową. Monetę wykorzystywali również Hindusi, którzy w mennicach w Mumbaju i Kalkucie przetapiali amerykańskie srebrne monety na potrzeby rynku wewnętrznego. Mimo że w 1890 roku Wielka Brytania wprowadziła do obiegu własną monetę handlową, to Brytyjczycy używali Trade Dollara, podobnie jak Japończycy, jako monetę bulionową.

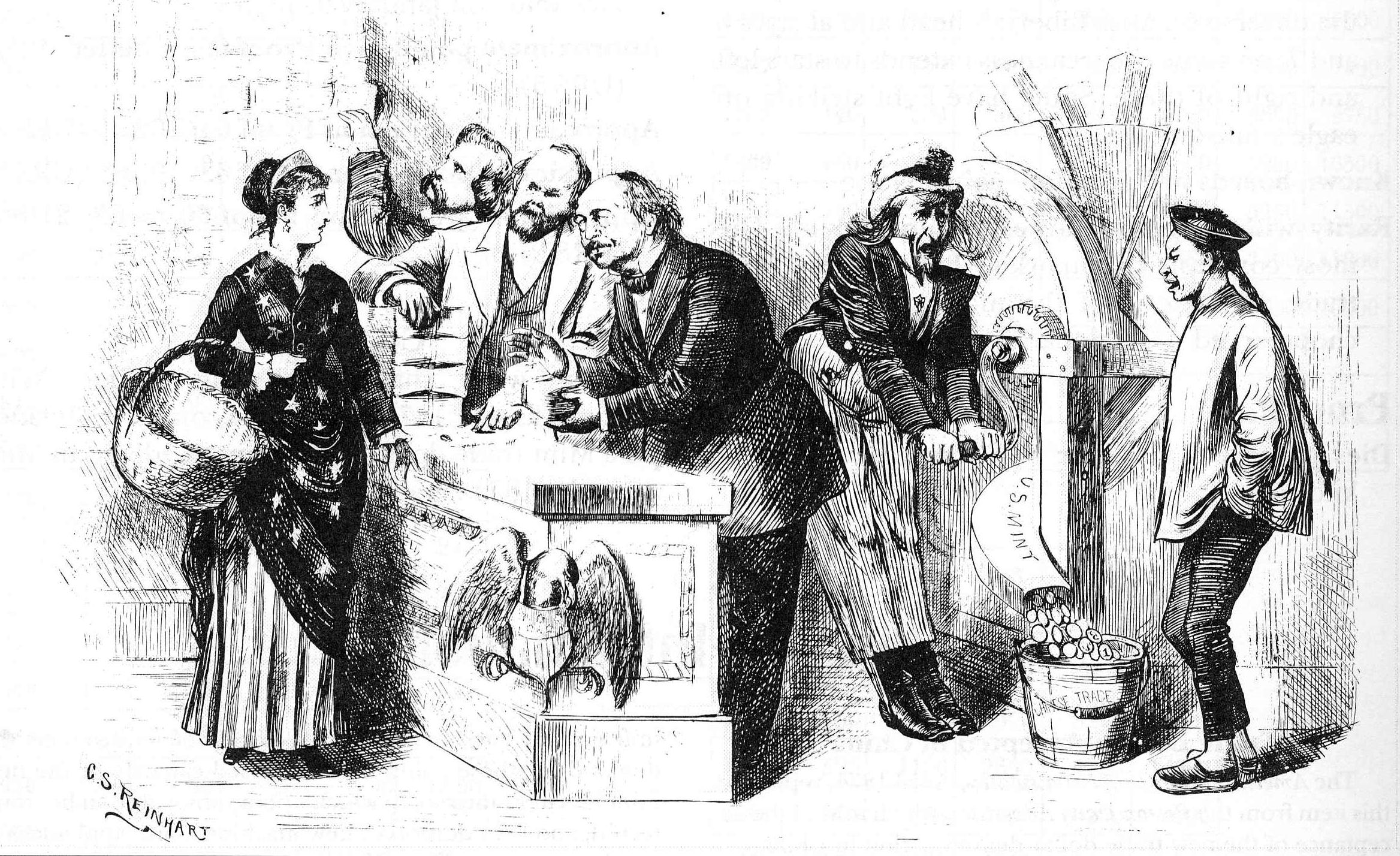
Satyryczny rysunek związany z emisją Trade Dollara

Prawo ustanawiające monetę w 1873 roku nadało jej status legalnego środka płatniczego w wartości do 5 dolarów amerykańskich. Uczyniono to ze względów wizerunkowych, aby wpłynęło to na renomę monety w Azji. Ustawodawcy nie przewidywali, że moneta może wejść do amerykańskiego obiegu. Pierwsze przejawy użytkowania monety przez Amerykanów były bagatelizowane ze względu na ich sporadyczność. 22 lipca 1876 roku postanowiono uchylić funkcję monety jako legalnego środka płatniczego w Stanach Zjednoczonych. W 1877 roku Trade Dollar stał się poważnym problemem dla rynku wewnętrznego Stanów Zjednoczonych. Przedsiębiorcy nabywali dolary handlowe po niższej cenie, ponieważ ceny srebra ciągle spadały. Następnie wypłacali przy ich pomocy pracownicze pensje w ich nominalnej wartości Trade Dollara. Właściciele sklepów akceptowali te monety w rozliczeniach, ale po ich zaniżonej wartości. W 1877 roku w obiegu w Stanach Zjednoczonych znajdowało się ok. 11 milionów dolarów handlowych.
Aby zapobiec dalszym problemom wynikającym z dyskontowania monety, w październiku 1877 roku zawieszono wybijanie monety. Jedynie osoby, które wpłaciły wcześniej depozyt w srebrze, mogły otrzymać dolary handlowe. Presja środowisk opowiadających się za srebrnym mennictwem zmusiła władze U.S. Mint do wznowienia wybijania Trade Dollara w grudniu 1877 roku. Tym razem monety otrzymywały osoby, które potrafiły udowodnić, że zamawiany dolar handlowy przeznaczony będzie jedynie na eksport, a nie do użytku wewnętrznego. Sytuacja ta nie przyniosła pożądanych skutków ze względu na pojawienie się procederu wystawiania fałszywych poświadczeń. Sekretarz skarbu John Sherman nakazał 22 lutego 1878 roku ponowne wstrzymanie bicia monet na stałe. Zakaz ten był wsparty decyzją Kongresu o tym, iż srebrny dolar powinien mieć ciężar 26,72 g. Rząd Stanów Zjednoczonych wprowadził dodatkowo politykę wykupu dolarów handlowych z krajowego obiegu po kursie 1:1, ale pozwoliło to na wykup jedynie 7 689 936 sztuk monet, czyli 6 018 921 uncji srebra o wartości tylko 5 887 889 dolarów amerykańskich (wg. średniej wartości srebra w roku 1877). Według Juliana dolar handlowy w Stanach Zjednoczonych pozostawał w obiegu nawet po 1900 roku.
W 1879 roku podczas posiedzenia komisji mennictwa, wag i miar Sherman nie był w stanie podać liczby monet będących w obiegu w Stanach Zjednoczonych. Stwierdzono, że wszystkie dolary handlowe, które znajdowały się wówczas w obiegu wewnętrznym, weszły do obiegu w momencie, kiedy moneta nie była już legalnym środkiem płatniczym i miała wyłącznie wartość bulionową.
Według Yeomana emisje z lat 1884–1885 były nieznane przed 1908 rokiem. Co więcej, w latach 1879–1883 miały miejsce emisje wyłącznie kolekcjonerskie.

## Nakłady
Poniższa tabela przedstawia nakłady Trade Dollar:
| Mennica (znak) | Filadelfia (brak znaku) | Carson City (CC) | San Francisco (S) |
| Rok            | Filadelfia (brak znaku) | Carson City (CC) | San Francisco (S) |
| -------------- | ----------------------- | ---------------- | ----------------- |
| 1873           | 397 500                 | 124 500          | 703 000           |
| 1874           | 987 800                 | 1 373 200        | 2 549 000         |
| 1875           | 218 900                 | 1 573 700        | 4 487 000         |
| 1876           | 456 150                 | 509 000          | 5 227 000         |
| 1877           | 3 039 710               | 534 000          | 9 519 000         |
| 1878           | 900*                    | 97 000           | 4 162 000         |
| 1879           | 1541*                   | -                | -                 |
| 1880           | 1987*                   | -                | -                 |
| 1881           | 960*                    | -                | -                 |
| 1882           | 1097*                   | -                | -                 |
| 1883           | 979*                    | -                | -                 |
| 1884           | 10*                     | -                | -                 |
| 1885           | 5*                      | -                | -                 |

* Emisje monet kolekcjonerskich.

## Opis monety

### Awers
Na awersie monety znajduje się siedząca na związanej beli bawełny personifikacja wolności, tzw. Miss Liberty. Pod bawełną, na szarfie, znajduje się dewiza „IN GOD WE TRUST”. Miss Liberty zwrócona jest ku oceanowi i zachodowi, w założeniu spogląda przez Ocean Spokojny ku Chinom. W swojej lewej dłoni trzyma wstęgę z napisem „LIBERTY”,  a w wyciągniętej ku zachodowi dłoni trzyma gałązkę oliwną, symbol pokoju. Za Miss Liberty znajduje się snopek pszenicy. Dookoła Miss Liberty, wzdłuż otoku, trzynaście sześcioramiennych gwiazd. Na dole awersu umieszczano datę wybicia. Bowers zaznacza, że wobec siedzącej personifikacji wolności używano określenia Seated Liberty, które było nazwą dla srebrnych dolarów z lat 1840–1873.

### Rewers
W głównym miejscu pola rewersu umieszczono orła, który w swoich szponach trzyma strzały i gałązkę oliwną. Ponad orłem, wzdłuż otoku wybito nazwę państwa „UNITED STATES OF AMERICA”, a na dole nazwę monety „TRADE DOLLAR”. Pomiędzy nazwą państwa a orłem znajduje się szarfa z mottem „E PLURIBUS UNUM”. Pod szponami orła wybito także informację o wadze i próbie srebra „420 GRAINS. 900 FINE”. Bowers podaje, że podobnego wizerunku orła użyto później w Stanach Zjednoczonych do wybijania monet o nominale 20 centów (lata 1875–1878), a także w projekcie logotypu dziennika „The New York Times”.

### Opis fizyczny
Szczegóły opisu fizycznego monety:
- Waga: 27,22 g
- Średnica: 38,1 mm

- Kruszec: Ag 900 (90% srebra, 10% miedzi)
- Krawędź: ząbkowana
- Mennica: Filadelfia, Carson City, San Francisco